# Maximiliano Djerfy
Maximiliano Djerfy (Valentín Alsina; 4 de noviembre de 1974-Lanús; 12 de marzo de 2021) fue un guitarrista, cantante y compositor argentino. Desde el año 2000 hasta el 2009 formó parte de la banda de rock Callejeros. En 2014 creó la banda Nuestra Raza junto al guitarrista Elio Delgado y el saxofonista Juan Carbone.

## Trayectoria artística

### Callejeros
En el año 2000, Djerfy se unió a Callejeros, en ese entonces ingresó también con el saxofonista Juan Carbone. Allí autogestiono su primer proyecto junto a la banda fue Sed, más tarde formaría parte de los éxitos: Presión, Rocanroles sin destino, Señales y Disco Escultura.
En el disco de Señales publicado en el año 2006, Djerfy, compuso las canciones «Creo» y «Día a día» que fueron interpretadas junto a Pato Fontanet. La última fue un homenaje a los fallecidos en la Tragedia de Cromañón y conjuntamente a los familiares que el guitarrista perdió. Primeramente, se creía que la canción había sido escrita por Fontanet y dedicada a su novia fallecida, pero, más tarde se confirmó que el autor fue Djerfy.
En 2009, Djerfy fue echado de la banda por oponerse a continuar con los shows mientras el proceso penal seguía en pie.

### Nuestra raza
En 2014, estando en prisión, formó la banda Nuestra raza junto a los exmiembros de Callejeros, Elio Delgado y Juan Carbone. La banda se presentó a lo largo de los años en provincias y ciudades a lo largo de Argentina. En 2020, lanzaron su primer y único álbum de estudio: Voces. Tras el fallecimiento de Djerfy en 2021, la banda continuo haciendo presentaciones y homenajeándolo.

## Tragedia de Cromañón
Djerfy se encontraba en la banda activamente cuando sucedió la Tragedia de Cromañón, en este fatal evento que transcurrió el 30 de diciembre de 2004, Maximiliano invitó a varios familiares y amigos, lamentablemente solo pudieron sobrevivir su padre y su primo. En el concierto fallecieron su tío, tía, prima, ahijada y novio de su prima.
Djerfy se encontraba entre los imputados por los fallecimientos, sin embargo, en 2009, el Tribunal Oral absolvió a los integrantes de la banda, pero en 2011, la Cámara de Casación cambió la carátula del hecho de estrago doloso a estrago culposo. En 2012, casación penal ordenó la detención de los artistas.
En diciembre de 2012, Djerfy ingresó a prisión, para salir recién en agosto de 2014. En 2015, tras un fallo de Casación, Djerfy fue apresado nuevamente compartiendo una estadía en el Servicio Penitenciario Federal de Ezeiza y el Penal de Marcos Paz. A finales de 2016 le otorgaron prisión domiciliaria que finalmente culminó con su sentencia.

## Fallecimiento
El viernes 12 de marzo de 2021 a los 46 años de edad, Djerfy, sufrió una descompensación mientras jugaba un partido de fútbol y más tarde se confirmó que había sufrido un infarto agudo de miocardio que le provocó llegar al hospital sin vida.
La banda que formó, Nuestra raza, le hizo shows homenaje a lo largo del año, y continuó a pesar de su pérdida.

## Discografía

### Álbumes de estudio

#### Con Callejeros
- Sed (2001)
- Presión (2003)
- Rocanroles sin destino (2004)
- Señales (2006)
- Disco Escultura (2008)

#### Con Nuestra Raza
- Voces (2020)